# Synagogue de Kuldīga
La synagogue de Kuldīga (en letton : Kuldīgas sinagoga) est une synagogue située dans la ville de Kuldīga, dans la région de Courlande en Lettonie.
La synagogue a été construite en 1876 avec la permission d'Alexandre II. Pendant la Seconde Guerre mondiale, après l'entrée des troupes allemandes à Kuldīga en 1941, la synagogue fut dévastée. Le bâtiment de la synagogue a été utilisé comme entrepôt après la Seconde Guerre mondiale et transformé en cinéma en 1958. Elle a été rénovée ces dernières années et sert désormais de bibliothèque municipale.

## Source de traduction
- (pl) Cet article est partiellement ou en totalité issu de l’article de Wikipédia en polonais intitulé « Synagoga w Kuldydze » (voir la liste des auteurs).